# De svarta flaggorna

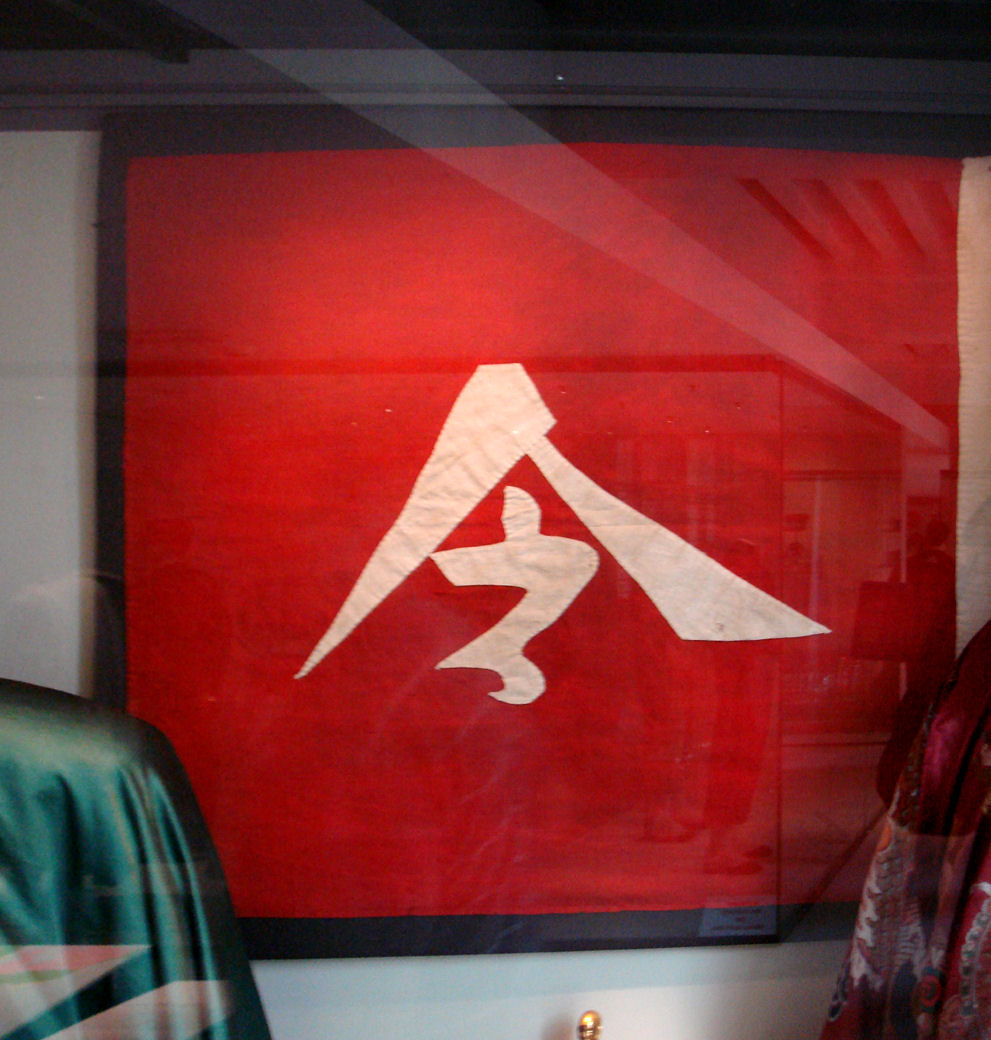
De svarta flaggornas symbol

De svarta flaggorna var en väpnad grupp som verkade i norra Vietnam i slutet av 1800-talet.
De deltog ursprungligen i Taipingupproret men rörde sig ner till norra Vietnam jagade av kinesiska styrkor samtidigt som de levde av de vietnamesiska bönderna. Den hårt trängda vietnamesiska kejsaren Tự Đức "anställde" bandet att ha som en armé mot de franska trupperna som allt mer hotade den vietnamesiska självständigheten. De svarta flaggorna nådde vissa framgångar mot fransmännen och slogs till och med tillsammans med kinesiska armén vid Son Tay men till slut blev de besegrade och upplöstes. Namnet kommer av att gruppens ledare Liu Yongfu använda svarta flaggor för att signalera till förbandet.